# Wola Łużańska (stacja kolejowa)

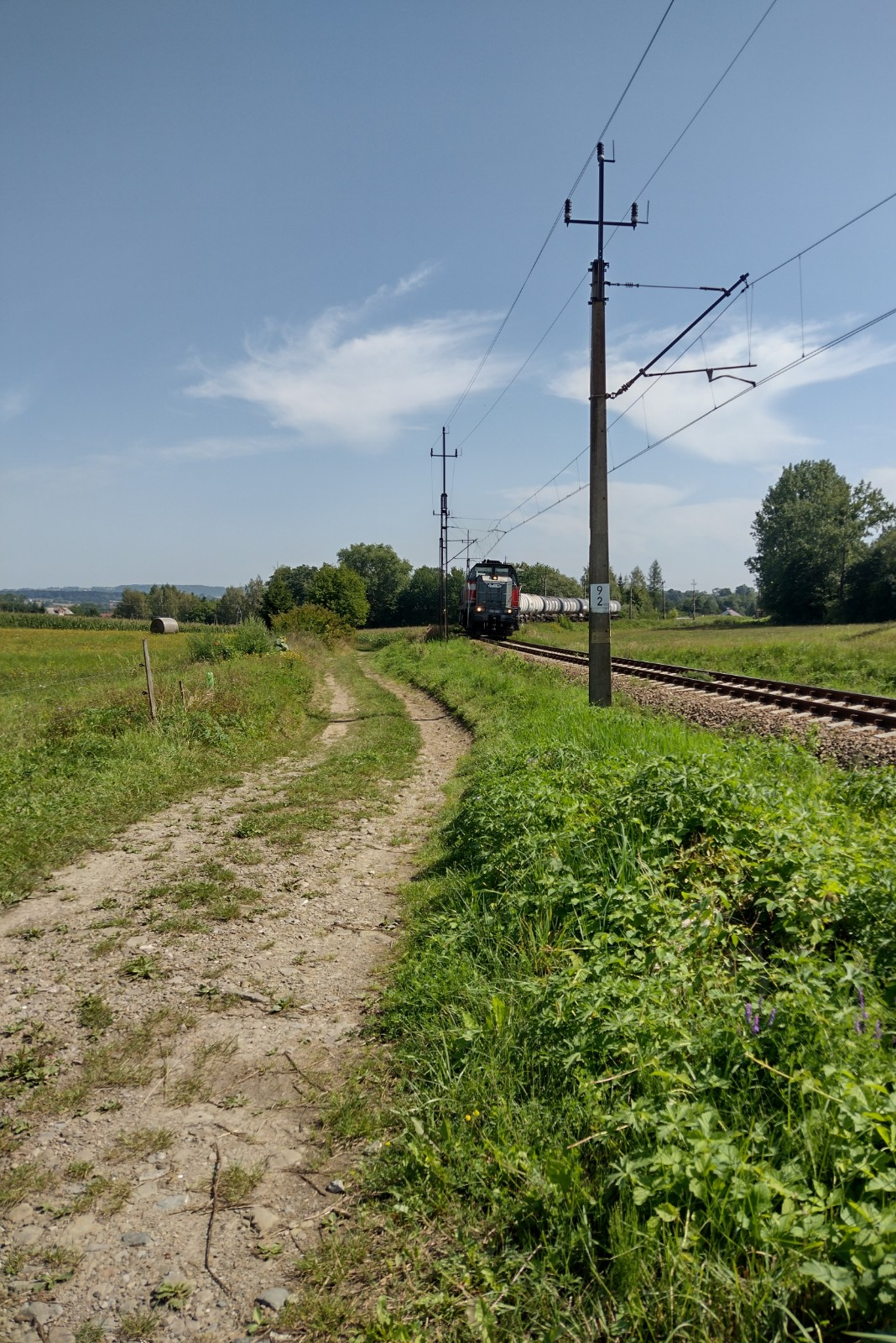
Zmierzający w kierunku Stróż pociąg towarowy minął nastawnię wykonawczą "Wł1" (sierpień 2022 roku).

Wola Łużańska – stacja kolejowa w Polsce, w miejscowości Wola Łużańska, w gminie Łużna, w powiecie gorlickim, w województwie małopolskim. Znajduje się ona na 10,090 km linii kolejowej nr 108 (Stróże – Krościenko). Leży na południowo-zachodnich peryferiach Pogórza Ciężkowickiego, na wysokości 344 m n.p.m.

## Opis stacji
Stacja usytuowana jest dokładnie w połowie drogi między dwoma węzłami kolejowymi: Stróże a Gorlice Zagórzany i dzieli ten odcinek na dwa szlaki. Szlak do Stróż jest trudnym – ze znaczną różnicą wysokości oraz licznymi łukami, jednak o promieniu nie mniejszym niż 250 metrów. Wszystko to ze względu na konieczność pokonania działu wodnego pomiędzy dorzeczami rzeki Białej oraz Ropy. Drugi z przyległych szlaków, znacznie prostszy, poprowadzony został natomiast częściowo w kotlinie, przez co różnica wysokości jest znacznie mniejsza, a łuki rzadkie i łagodniejsze.
Niewielkich rozmiarów, trzyprzęsłowy budynek stacyjny architektonicznie nie odbiega od innych małych dworców Galicyjskiej Kolei Transwersalnej; a więc jest piętrowy, z charakterystycznym ryzalitem od strony placu dworcowego. Zabytkowy budynek kryty jest obecnie blachą. Mieści się w nim nastawnia dysponująca (WŁ), nieczynna już poczekalnia z kasą biletową (obsługiwaną niegdyś przez dyżurnego ruchu a także przekaźnikownia. Piętro zajmują dawne mieszkanie służbowe.
Stacja posiada trzy tory główne: jeden zasadniczy (tor 1.) oraz dwa dodatkowe (3. i 5.). Wjazd i wyjazd ze stacji dla obu kierunku po torze 1. odbywa się obecnie na wprost, a w przypadku torów głównych dodatkowych - na kierunek zwrotny, co wymusza zmniejszenie prędkości do 40 km/h. W przeszłości istniał także tor boczny (2.) przy rampie wyładowczej i nieistniejących już magazynach. Początkowo zlikwidowano jego wschodnią część (od strony Gorlic-Zagórzan), całkowitej rozbiórce uległ on zaś w 2017 roku, podczas modernizacji szlaku Wola Łużańska - Stróże. Pomiędzy torem pierwszym a trzecim znajduje się peron wyspowy o nawierzchni mieszanej. Ruch prowadzony jest przez nastawnię dysponującą (WŁ) oraz dwie wykonawcze. Znajdująca się przy zachodniej głowicy stacji (od strony Stróż) nastawnia WŁ1 obsługuje rozjazdy 1, 2, oraz z odległości przejazd kolejowo-drogowy kat. A w ciągu drogi gminnej Wola Łużańska - Szalowa. W okręgu nastawczym WŁ2 (wschodnia głowica stacji - od strony Gorlic Zagórzan) znajdują się natomiast rozjazdy nr 6 i 8, poza tym nastawnia ta steruje jeszcze dwoma przejazdami kolejowo-drogowymi z zaporami (w ciągu drogi gminnej, oraz z odległości - na drodze powiatowej Łużna - Gorlice). Wszystkie przejazdy posiadają po dwa drągi rogatkowe (do niedawna drewniane, obecnie zastąpione plastikowymi) z regenerowanymi napędami elektrycznymi typu JEGD-50. Przejazdy sterowane z odległości wyposażono dodatkowo w sygnalizację akustyczną. Pierwotny dzwon wolnobrzmiący KLD-40 zachował się na przejeździe od strony Stróż, na drugim z nich został on zastąpiony modulatorem elektronicznym. Żaden z przejazdów nie posiada sygnalizatorów świetlnych. Stacja wyposażona jest w urządzenia kluczowe (kluczowo-przekaźnikowe) z sygnalizacją świetlną, sterowaną z nastawni wykonawczej. Blokada stacyjna jest elektromechaniczna, zaś liniowa - przekaźnikowa. Przy torze 1., przed semaforem wyjazdowym "B" do Stróż znajduje się sygnalizator powtarzający; stacja nie posiada tarcz manewrowych.
Na stacji - prócz budynku głównego, rampy, placu ładunkowego oraz nastawni wykonawczych - znajdują się jeszcze: wolnostojący budynek gospodarczy z toaletami (prawdopodobnie z czasów budowy linii), a także kilka domów wielorodzinnych dla kolejarzy (dziś w rękach prywatnych). Elewacja budynku dworca, toalet oraz nastawni WŁ2 kilka lat temu zostały odnowio.

## Historia

### Powstanie stacji
Stacja powstała w 1884 roku, w ramach budowy Galicyjskiej Kolei Transwersalnej. Linia ta łączyła węgierską Czadcę (dziś na Słowacji) z granicą galicyjsko-rosyjską w Husiatynie (obecnie Ukraina), biegnąc przez: Zwardoń (granica Galicji z Węgrami), Żywiec, Suchą (z odnogą do Skawiny, Oświęcimia i Podgórza koło Krakowa), Chabówkę, Rabkę, Limanową, Nowy Sącz, Stróże, Zagórzany (z odnogą do Gorlic z 1885 roku), Jasło, Krosno, Sanok, węzeł zagórski, Chyrów, Sambor, Drohobycz, Stryj, Stanisławów, Chryplin koło Stanisławowa oraz Czortków. Prócz zastosowania militarnego (na wypadek wojny z Rosją była ona alternatywą dla kolei krakowsko-lwowskiej), ta droga żelazna umożliwiała rozwój gospodarczy rejonów Podbeskidzia.

### Lata 1884–1918
Stacja w Woli Łużańskiej, od początku niewielka, przez pierwsze lata swego istnienia nie posiadała nawet semaforów. Początkowo, zawiadowcami jej byli Austriacy. Pierwotnie bardzo krótkie tory stacyjne po raz pierwszy uległy wydłużeniu podczas I wojny światowej. Do prac zatrudniono wówczas jeńców serbskich. W maju 1915 roku, na nieodległym wzgórzu Pustki stoczono największe podczas bitwy pod Gorlicami walki. Sama bitwa, zaliczana do najważniejszych na wschodnim froncie Wielkiej Wojny, była jedną z kluczowych w drodze do odzyskania przez Polskę niepodległości. W jej wyniku zwycięstwo odniosły państwa centralne. W owym czasie, na piętrze budynku stacyjnego znajdował się szpital wojskowy. W czasie wojny zawiadowcą stacji był Dziedzic.

### Lata 1918–1945
1 maja 1926 stacja posiadała magazyn (obecnie nieistniejący) i rampę boczną. Wykonywała wtedy wszystkie czynności ekspedycyjne. Jej numerem statystycznym w tym roku był 1216. W przeszłości istniał także drugi skład, wykorzystywany na potrzeby Gminnej Spółdzielni. Magazyny istniały i były użytkowane jeszcze pod koniec XX wieku, pozostałości rampy istnieją natomiast do dziś. W okresie międzywojennym zawiadowcami byli kolejno: Sowa, Stochliński, Gadek, Tylko oraz Gunia.
W 1938 roku, stacja znajdowała się na drugorzędnej linii kolejowej nr 139 (Sucha – Stanisławów).
W czasie II wojny światowej, po raz drugi wydłużono tory stacyjne. Ponadto, w czasie okupacji nazwa stacji pozbawiona została polskich znaków (nosiła wówczas nazwę „Wola Luzanska”), co było wówczas powszechnie praktykowanym. Na początku wojny, zawiadowcą stacji wciąż był Gunia, zastąpiony następnie przez Laskorsza. Potem obowiązki te pełnił Kulka.

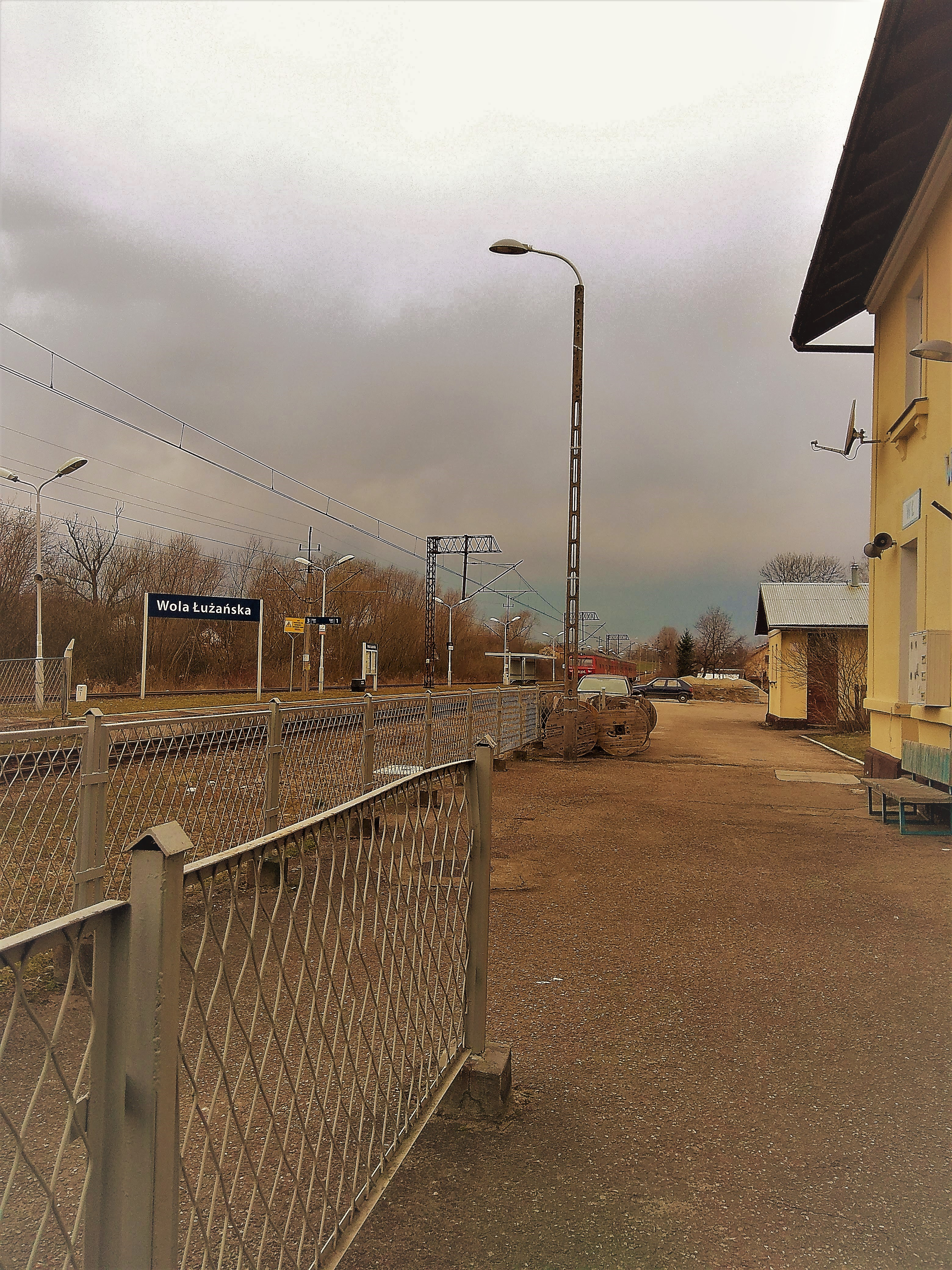
Szynobus spółki SKPL (jako TLK Bieszczady rel. Zagórz – Kraków Główny) mija stację, zmierzając do Krakowa (marzec 2021 roku).

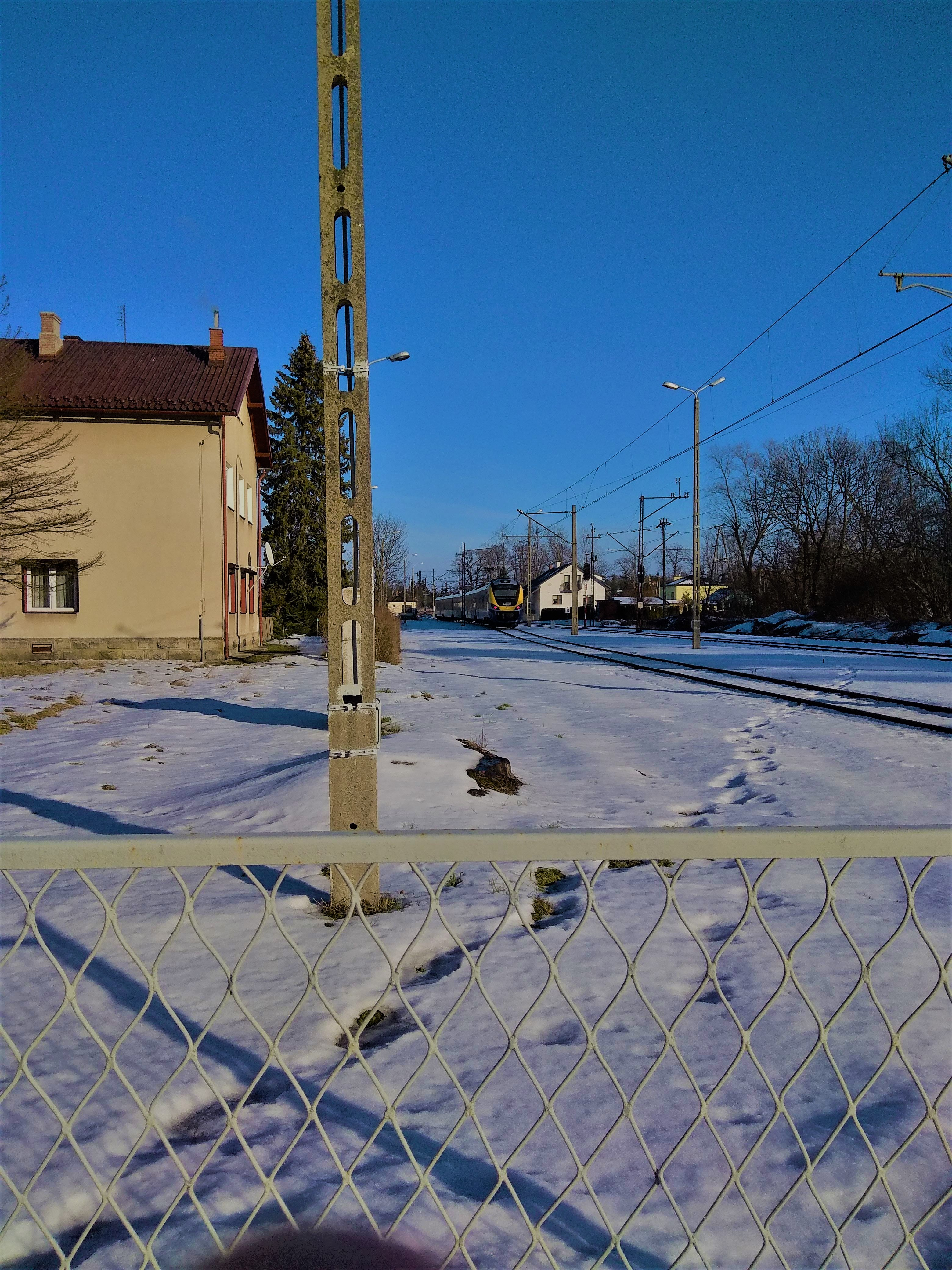
Pociąg osobowy rel. Nowy Sącz – Jasło odjeżdża w kierunku Jasła, by za kilka godzin powróć na stację jako OsP „Hubal” rel. Jasło – Kraków Główny (luty 2021 roku).

### Lata 1945-1980
Po zakończeniu wojny stację z powrotem przemianowano na „Wola Łużańska”, a do pracy przywrócono Gunię. Jednakże w 1951 roku na nowego zawiadowcę przyjęto Stygara, w którego w rok później zastąpił Miciak. W latach 1956–1966 zawiadowcami byli kolejno: Wiatrak, Jakubowski i Rząca. Najprawdopodobniej ostatnim zawiadowcą stacji Wola Łużańska był, pełniący tę funkcję od roku 1966, Józef Wojtas.
W 1958 roku wybudowano dwie nastawnie wykonawcze, a także zabudowano elektromechaniczną blokadę stacyjną. Brak danych, czy przedtem stacja posiadała już semafory. Sprzeczne są  także informacje odnośnie tego, czy obecna blokada elektromechaniczna choć w części pochodzi z tamtego okresu.
W nocy z 10 na 11 stycznia 1969 roku, około godziny 22:20, doszło do czołowego zderzenia pociągu towarowego z parowozem, jadącym luzem. Wypadek, w wyniku którego śmierć poniosły 2 osoby (załoga towarowego), miał miejsce na szlaku Wola Łużańska – Zagórzany, w okolicach tarczy ostrzegawczej przed semaforem wjazdowym do Woli. Obowiązki zawiadowcy stacji pełnił wówczas, wspomniany wcześniej, Józef Wojtas. Bezpośrednio do zdarzenia doprowadził Marian Z. – dyżurny ruchu, pełniący w owym dniu służbę w Woli Łużańskiej, będąc przemęczonym i pod wpływem alkoholu. Prowadził on błędną dokumentację, wpisując nieprawdziwe godziny przybycia i odejścia pociągów. Ponieważ wówczas czasie stacja nie była jeszcze wyposażona w blokadę liniową, dyżurny, zapomniawszy o zmierzającym z Zagórzan do Woli parowozie, wyprawił na zajęty szlak pociąg towarowy. Zarówno on sam, jak i dyżurny z Zagórzan, nie powiadomili ponadto dróżników przejazdowych na szlaku o odjazdach pociągów. Dróżnicy zaś, zauważywszy jadący parowóz, nie żądali od dyżurnych wyjaśnień. Kiedy zorientowano się, iż oba pociągi jadą po jednym torze, nic nie dało się już zrobić – nie było bowiem jeszcze radiotelefonów. Katastrofy nie udało się uniknąć także ze względu na złą widoczność, do czego przyczyniła się pora dnia (noc), niekorzystne warunki pogodowe oraz fakt, iż do zderzenia doszło na łuku. Całe to – mało znane – zajście zostało bardzo szczegółowo opisane we wspomnianej już wcześniej książce pt. „Kolej Transwersalna”

### Po roku 1980
W latach 80. XX wieku, w Woli Łużańskiej dokonano modernizacji urządzeń zrk:
- sygnalizację kształtową zastąpiono świetlną;
- przebudowano elektromechaniczną blokadę liniową (m.in. bloki nakazu zastąpiono blokami zgody);
- zabudowano przekaźnikową blokadę liniową;
- zamontowano inne elementy przekaźnikowe.

1988 roku, zelektryfikowano fragment linii 108 i 107 (odcinek Stróże – Gorlice Zagórzany – Jasło – Jasło Towarowa) oraz linię kolejową nr 110 (Gorlice Zagórzany – Gorlice). W ramach trwającej kilka lat przebudowy linii, na stacji wybudowano peron wyspowy o nawierzchni mieszanej (dotychczas wymiana pasażerów odbywała się z/na międzytorze), który wyposażono w wiaty oraz tablice informacji pasażerskiej. Konieczność wygospodarowania miejsca pod peron wymusiła dokonania przebudowy układu torowego stacji. Odpowiednią odległość pomiędzy torem 1. a 3. w miejscu planowanego peronu uzyskano, przesuwając tory główne dodatkowe w kierunku południowym, co wpłynęło na zmianę promienia łuku znajdującego się w stacji. Ponadto, zlikwidowano pochodzący prawdopodobnie jeszcze z czasów austriackich uskokowy układ stacji, uniemożliwiający przejazd pociągu przez obydwa okręgi nastawcze na wprost. Ze względu na niesprzyjające warunki terenowe, na drodze wyjątku zrezygnowano (podobnie jak w Bieczu) z zabudowy żeberek ochronnych. Stację przystosowano wówczas do maksymalnej prędkości Vmax=70 km/h 
Połączone z elektryfikacją prace na linii przyniosły także powstanie w obrębie stacji Stróże łącznicy kolejowej nr 619 pomiędzy liniami 96 a 108, umożliwiające wjazd pociągom z Tarnowa na szlak Woli Łużańskiej i dalej do Gorlic Zagórzan oraz Jasła, bez konieczności czasochłonnej zmiany czoła pociągu w Stróżach. W 1988 roku, na szlaku Stróże Wola Łużańska powstał ponadto przystanek osobowy Polna.
W następnych latach, na szlakach przyległych likwidowano kolejne strażnicy przejazdowe (np. nr  4, 5 i 7 w Szalowej), zastępując je SSP kat. C, a w nielicznych przypadkach zmieniając kategorię przejazdu na D (niestrzeżony).
W 2014 roku prędkość maksymalna na szlaku do Stróż wynosiła zaledwie 40 km/h, zaś do Zagórzan i obrębie samej stacji – 50 km/h (jeszcze kilka lat wcześniej było to 60 km/h). W latach 2014–2016 przeprowadzono pewne prace naprawcze na małopolskim odcinku linii. Chociaż umożliwiło to podniesienie prędkości maksymalnej między Stróżami a Polną do 60 km/h, na pozostałej części szlaku pozostawiono dotychczasową prędkość, zwiększyła się natomiast liczba oraz zasięg obowiązywania miejscowych ograniczeń do 30 km/h.

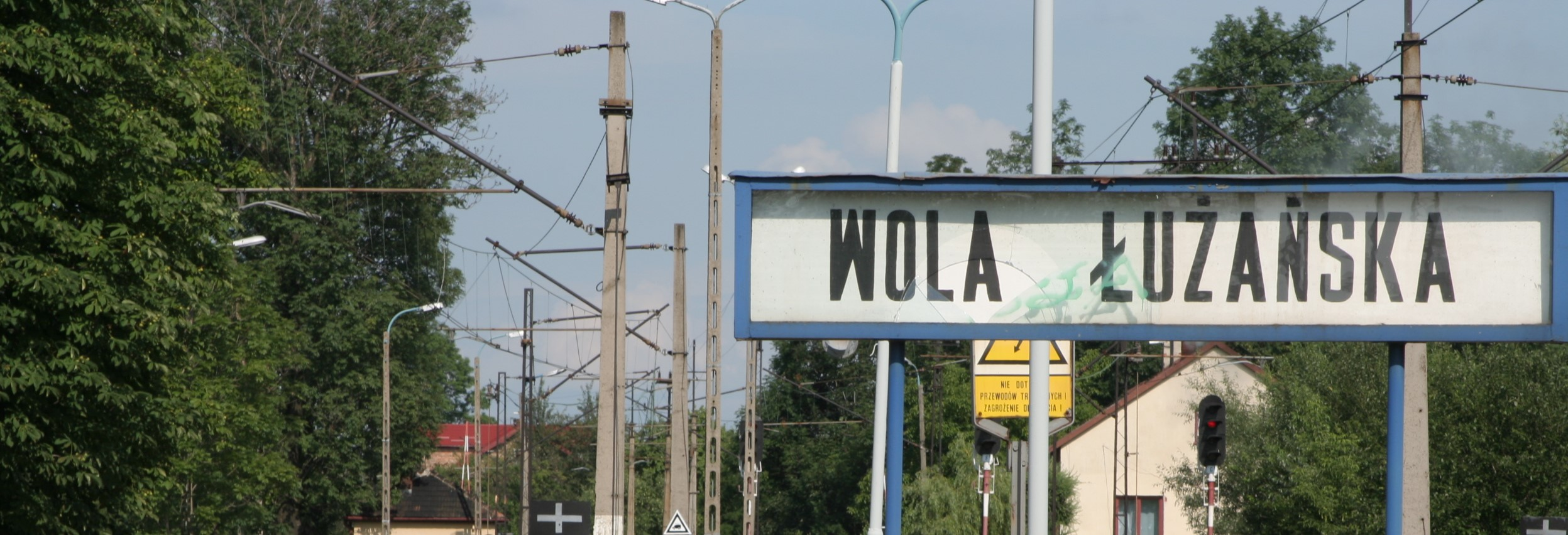
Widok z peronu w kierunku Gorlic Zagórzan oraz na nastawnię wykonawczą „WŁ2” (lipiec 2009 roku).

W 2017 roku szlak Stróże – Wola Łużańska został zmodernizowany (konkretnie w km. 3, 170 – 10, 54). Prace trwające mniej więcej od połowy roku objęły wymianę torów (na większości remontowanego odcinka zastosowano tor bezstykowy na podkładach strunobetonowych) oraz odbudowę rowów, profilowanie ław torowiska, regulację toru w planie i profilu (z mechanicznym podbiciem, oprofilowanie podsypki i dynamiczną jej stabilizacją). Ponadto, wymianie uległa nawierzchnia na przejazdach kolejowo-drogowych, a SSP w ciągu drogi powiatowej Szalowa – Szymbark doposażono w nowy sygnalizator od strony drogi gminnej. Dodatkowo, likwidacji uległa ostatnia część toru bocznego 2. (od strony Stróż) na stacji Wola Łużańska. W kwestii urządzeń srk, przebudowana została blokada liniowa, a obydwa szlaki przyległe, jak również tor stacyjny 1. wyposażono w kontrolę niezajętości. Po zakończeniu prac (jesienią tego samego roku), prędkość pociągów pasażerskich i towarowych wzrosła do 60 km/h.

Dwa lata później, remontu (według niektórych źródeł - ostatnia przebudowa miała miejsce w 1979 roku) doczekał się szlak do Zagórzan. Gruntowna modernizacja torowiska (rozpoczęta w połowie marca 2019 roku) objęła tym razem aż ok. 10 kilometrów linii i doprowadziła do zwiększenia prędkości maksymalnej na szlaku z 50 do 80, 90, a nawet 100 km/h. W ramach prac, między Stróżami a Gorlicami Zagórzanami, na 3 przejazdach kolejowo-drogowych zamontowano nowoczesne urządzenia SSP. Jeden z nich, znajdujący się przy przystanku osobowym „Moszczenica Małopolska” (w ciągu DW 997) otrzymał 2 pary półrogatek. Zastąpił on dotychczasowy kat. A, co doprowadziło do likwidacji tamtejszej strażnicy przejazdowej (nr 15) – ostatniej pomiędzy Stróżami a Bieczem. Nowa kategoria pozostałych przejazdów to C. Między innymi dzięki nowym SSP udało się zlikwidować miejscowe ograniczenia do 20 km/h (ze względu na ograniczoną widoczność). Po remoncie zwiększono również prędkość na torach stacyjnych w Woli z 50 do 60 km/h (jedynie krótki odcinek na wysokości budynku dworca pozostał z prędkością 50 km/h). Stacja nie została jednak objęta większą modernizacją.

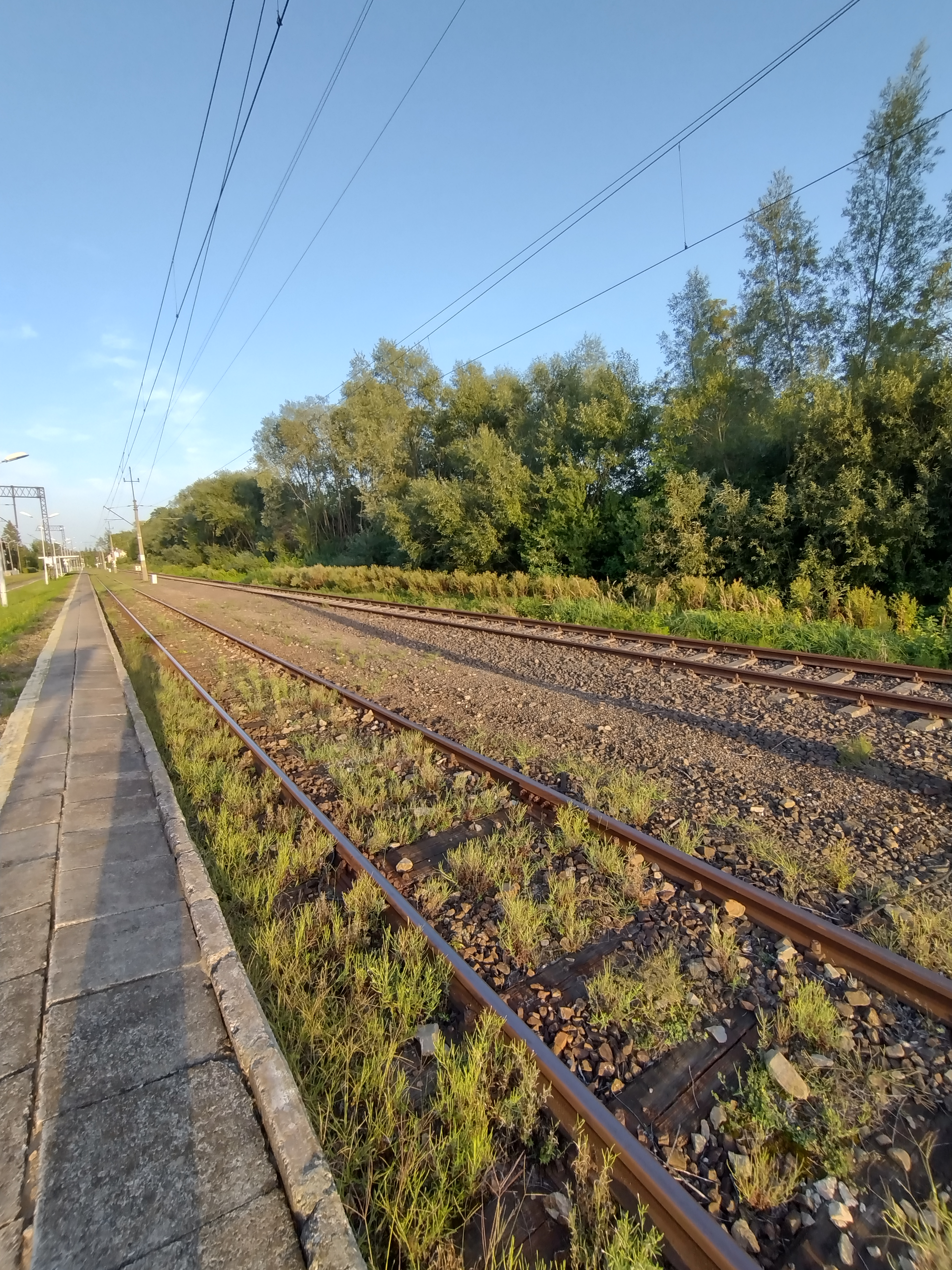
Tor 3. i 5. widziany z perspektywy krawędzi peronowej (sierpień 2022 roku).

## Ruch pociągów

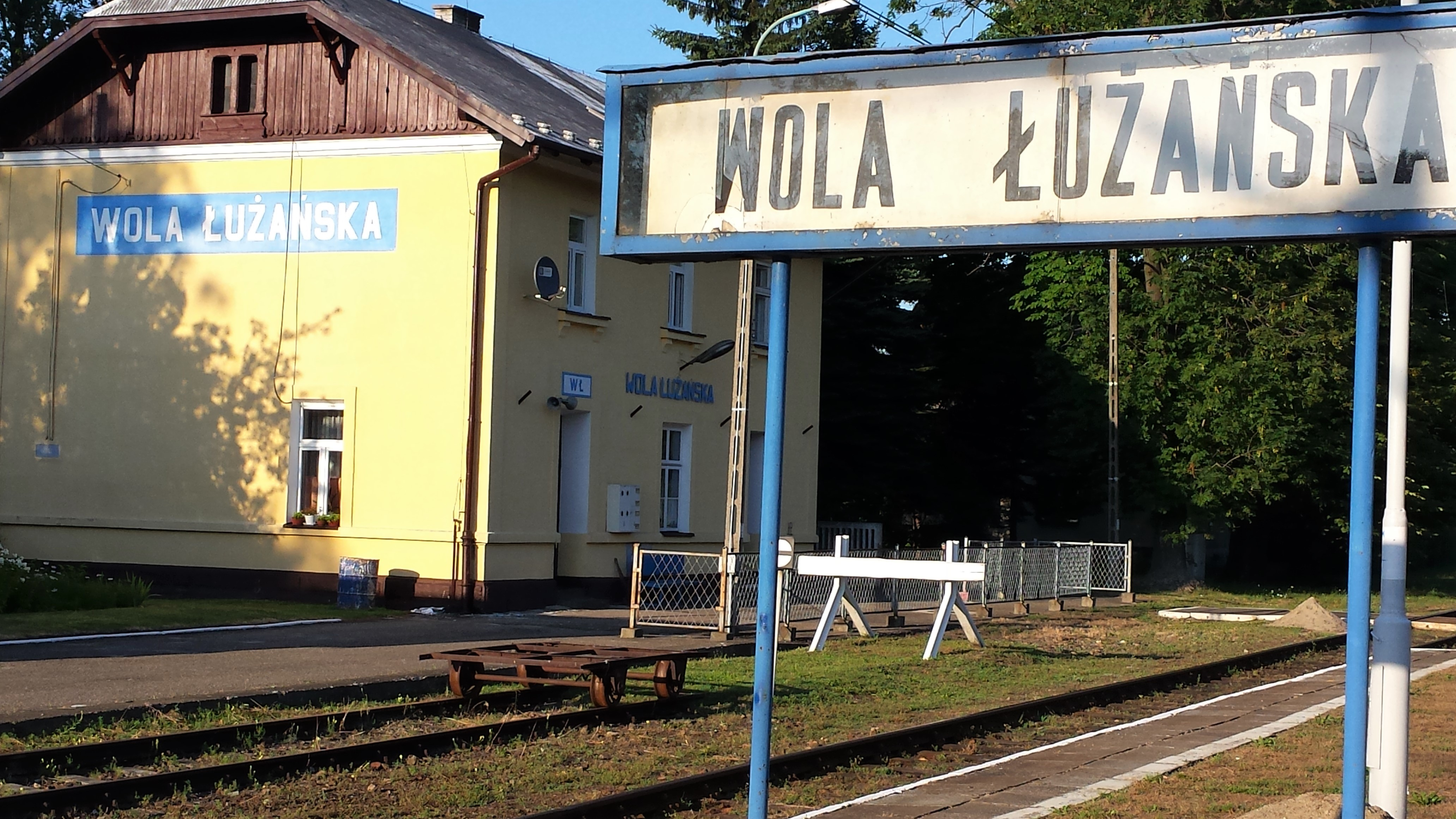
Widok z peronu wyspowego na nowo odrestaurowany budynek dworca oraz kończący się na jego wysokości kozłem oporowym nieistniejący już tor drugi - boczny (rok 2015).

W okresie międzywojennym i podczas II wojny światowej, na stacji zatrzymywało się kilka par pociągów pasażerskich dziennie, natomiast w 1946 roku liczba ta zmalała do zaledwie dwóch par.
Należy dodać, że w rozkładzie z 1939 roku na stacji zatrzymywała się Luxtorpeda kursująca na trasie Lwów - Nowy Sącz - Krynica/Zakopane.
W 1964 roku przez stację kursowało już nawet do 11 par pociągów osobowych.
Druga połowa lat 70. XX wieku, pod względem ruchu pasażerskiego, była okresem świetności zarówno stacji, jak i całej linii. Rekord padł w roku 1976, gdy w ciągu dnia postój handlowy miało tam do 14 par pociągów osobowych (licząc z sezonowymi oraz kursującymi tylko w dni robocze), a także niezatrzymujący się w Woli sezonowy pociąg pospieszny „Bieszczady”.
Podczas prac elektryfikacyjnych w 1988 roku, przez stację bez zatrzymania przejeżdżały dwa pociągi pospieszne „Bieszczady”, a postoje handlowe miało tam (przy założeniu, że pociągi do/z Krakowa, Warszawy i Łodzi jechały przez Gorlice Zagórzany) do 10 par pociągów osobowych na dobę. Widać więc niewielkie pogorszenie oferty przewozów osobowych (na rzecz pociągów pospiesznych) względem sytuacji sprzed 10 lat.

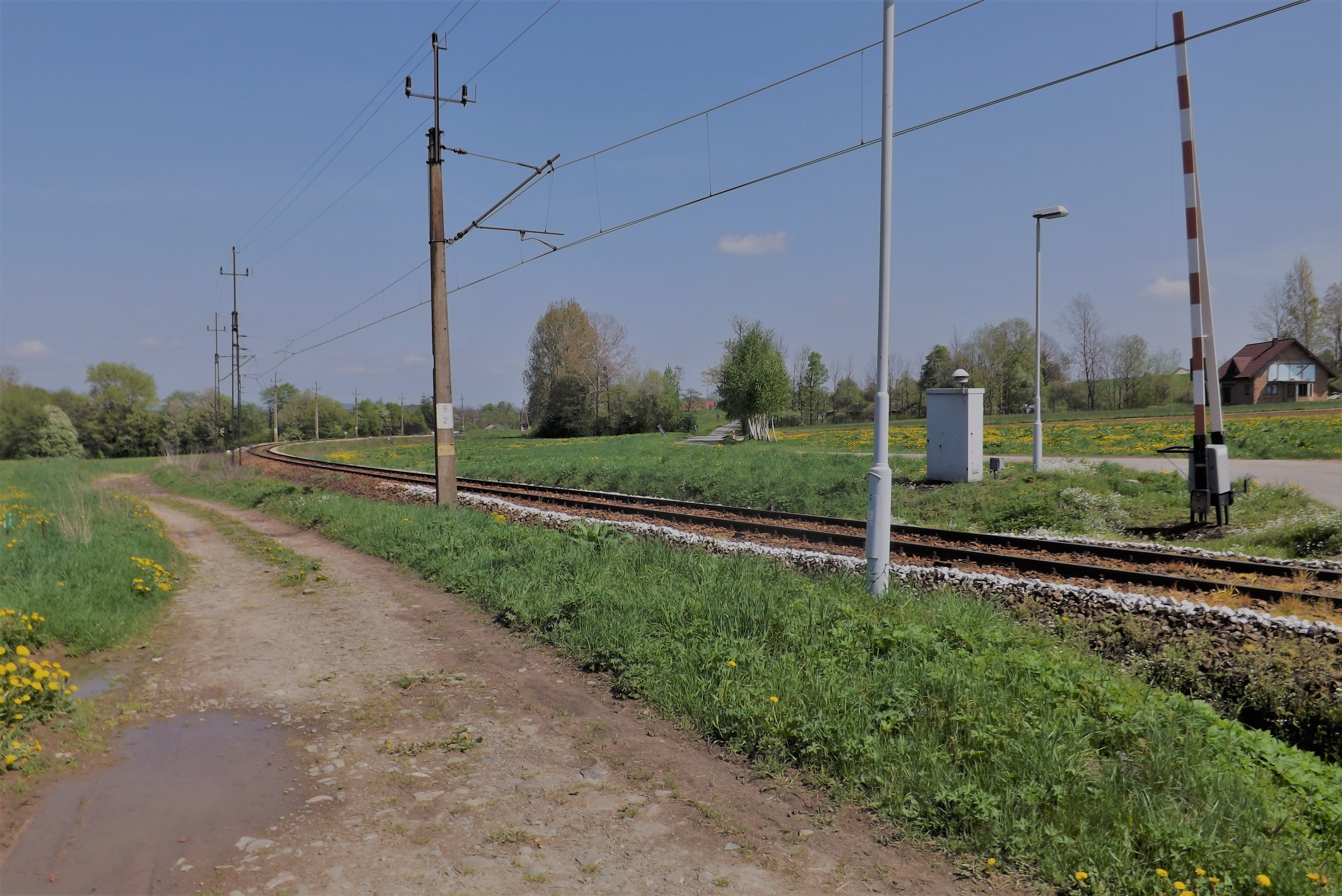
Przejazd kolejowy kat. A od strony Stróż – w tle nastawnia wykonawcza „WŁ1” (sierpień 2013 roku).

W 1996 roku wciąż zatrzymywało się 10 par pociągów osobowych. Liczba pociągów pospiesznych wzrosła wówczas do trzech par na dobę.
W 2006 roku w Woli Łużańskiej zatrzymywało się już tylko 7 par pociągów osobowych, zaś w kwestii pospiesznych – sytuacja była identyczna, jak 10 lat wcześniej.
W 2009 roku liczbę pociągów pospiesznych zwiększono do czterech, jednak aż 3 z nich kursowały wyłącznie sezonowo. Wówczas w Woli Łużańskiej zatrzymywały się już jedynie 2 pary pociągów REGIO rel. Stróże – Biecz (ze względu na kłopoty z finansowaniem pociągów osobowych przez województwo podkarpackie, pociągi REGIO skrócono z Jasła do Biecza – ostatniej stacji w woj. małopolskim). W 2010 roku, pociągi pospieszne w Woli Łużańskiej nie pojawiły się już wcale.
Ruch pociągów pasażerskich na stacji wstrzymano 31 maja 2010. W późniejszym czasie ze stacji prowadzony był ruch poprzez zastępczą komunikacją autobusową, która również została zlikwidowana. Na stacji wciąż prowadzono regularny ruch towarowy.
W grudniu 2015 roku przywrócono połączenia pasażerskie na odcinku Stróże – Jasło. Przez Wolę Łużańską kursował odtąd bez zatrzymania jeden nocny pociąg pospieszny: TLK „Luna” rel. Warszawa Wschodnia – Zagórz. Pociąg ten kursował jednak tylko dwa razy w tygodniu (codziennie – wyłącznie w okresie bożonarodzeniowym oraz sezonie zimowym i letnim). Rok później zastąpił go TLK „Karpaty” rel. Gdynia Główna – Zagórz, kursujący w każdą sobotę i niedzielę oraz dni powszednie w sezonie zimowym i letnim. Jednakże rozpoczęte w połowie roku prace remontowe szlaku Stróże – Wola Łużańska przerwały kursowanie pociągu. Oba pociągi odłączano w Stróżach od składów do Krynicy.

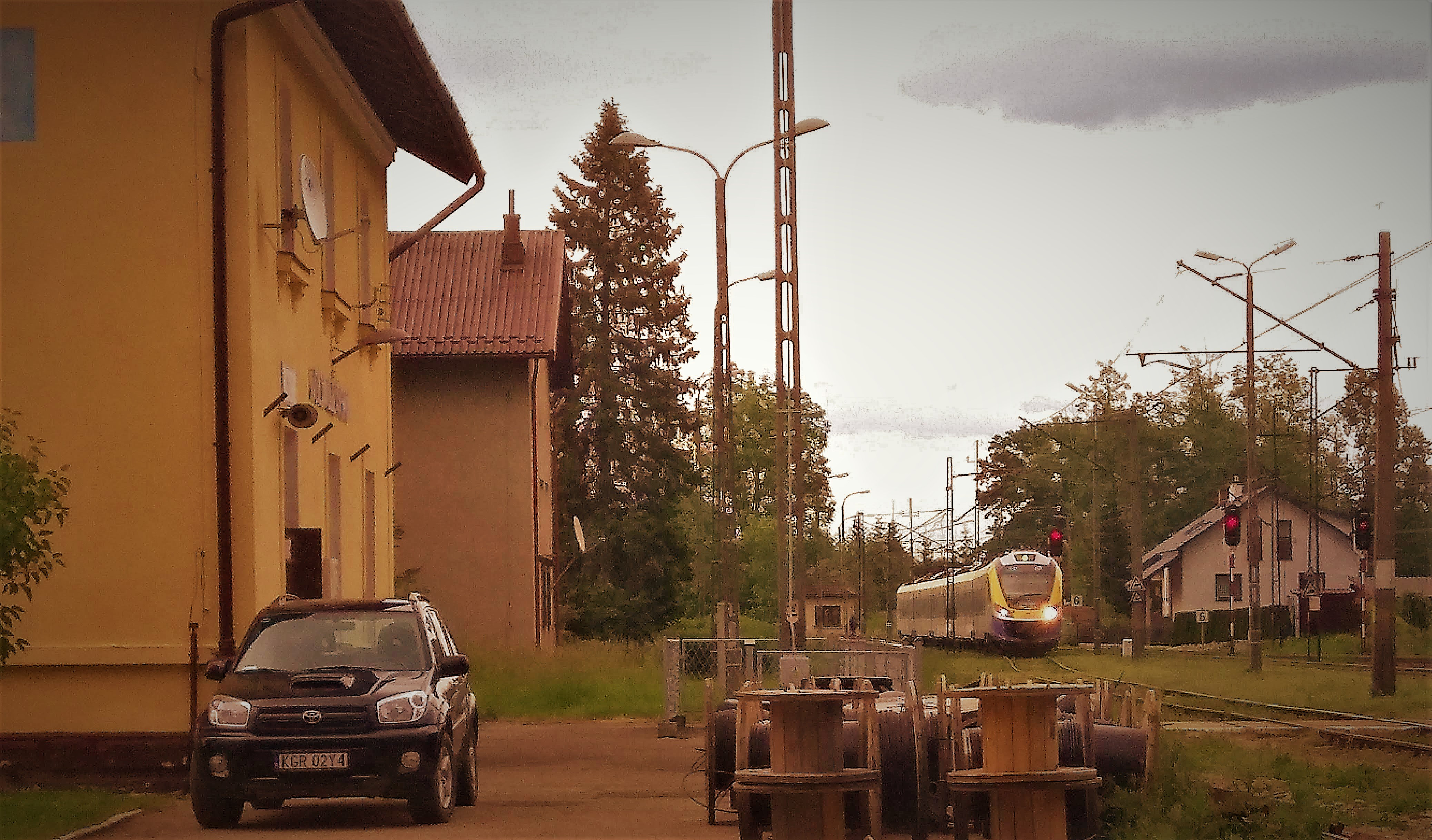
Osp Hubal rel. Jasło – Kraków Główny wjeżdża na stację od strony Gorlic Zagórzan, minąwszy nastawnię „WŁ2” (czerwiec 2020 roku).

Po remoncie szlaku do Stróż, 1 października 2017 został przywrócony został ruch pociągów osobowych pomiędzy Stróżami a Gorlicami Zagórzanami. Odtąd, na stacji zatrzymują się pociągi Kolei Małopolskich relacji Kraków – Jasło – Kraków i Nowy Sącz – Jasło – Nowy Sącz. Są to jednak pociągi przeznaczone głównie dla  studentów, dlatego ich kursowanie ogranicza się wyłącznie do piątków i niedziel w ciągu roku akademickiego. W piątki wieczór, pociąg kursuje jako osobowy przyspieszony z Krakowa do Jasła oraz osobowy z Jasła do Nowego Sącza, zaś w niedzielne popołudnie przejazd odbywa się w relacji odwrotnej. Pociągi te kursują do dziś.
W grudniu 2017 roku uruchomiono ponadto 2 pary pociągów pospiesznych z Gdyni do Jasła: TLK „Karpaty” (odłączany w Stróżach od składu do Krynicy) oraz „Małopolska” (omijający stację Stróże wcześniej wspomnianą łącznicą). Początkowo kursowały trzy razy w tygodniu, zaś wraz z wejściem wiosennego rozkładu jazdy, połączenie zaczęło funkcjonować codziennie. Choć ze względu na planowany remont pociągi te przestały kursować już we wrześniu 2018, ten rozpoczął się dopiero w marcu kolejnego roku.
W rozkładzie rocznym 2019/2020 pojawił się kursujący przez Wolę Łużańską TLK „Pogórze” rel. Wrocław Główny – Zagórz, natomiast od grudnia kolejnego roku przez stację przejeżdżały 2 pary pociągów pospiesznych rel. Kraków Główny – Zagórz. Są to: TLK „Pogórze” oraz „Bieszczady”, obsługiwane przez szynobusy spółki SKPL. Pociągi kursowały niemalże codziennie, a niektóre ich kursy w sezonie letnim 2021 były wydłużone do Łupkowa (z wjazdem zajazdowym na stację Uherce). W tym samym czasie uruchomiono również sezonowy pociąg osobowy przyspieszony Kolei Małopolskich rel. Jasło – Krynica-Zdrój (obecnie OsP "Włóczykij"), zatrzymujący się na stacji „Wola Łużańska”. W soboty i niedziele rano kursuje on z Jasła do Krynicy, zaś wieczorami – w relacji odwrotnej. Dodatkowo, ze względów technicznych, wczesnymi rankami z Nowego Sącza do Jasła wyrusza pociąg osobowy (skład ten jechał później do Krynicy), a późnymi wieczorami wracał do Nowego Sącza (względnie Tarnowa).
W grudniu 2021 roku nastąpiła drobna korekta rozkładu jazdy pociągów pospiesznych: TLK „Pogórze” przemianowano „Wetlinę”, której sobotnie kursy aż do grudnia 2023 r. wydłużano do Kłodzka. Poza zmianami godzin odjazdów, od kilku lat oferta przewozowa jest dosyć stabilna.

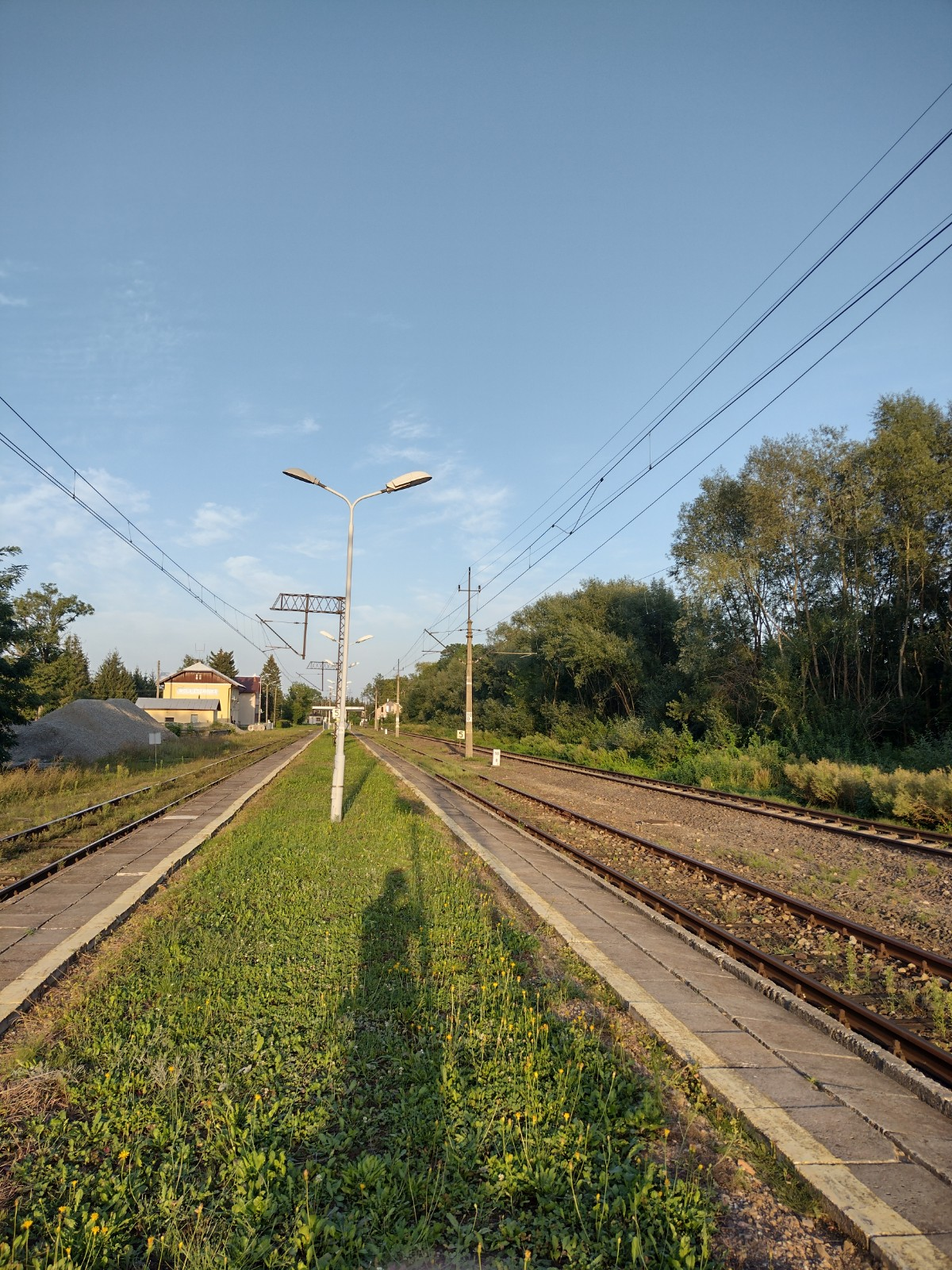
Widok na stację z peronu (sierpień 2022 roku).

## Ruch pasażerski
| Rok  | Wymiana pasażerska na dobę |
| ---- | -------------------------- |
| 2017 | 0-9                        |
| 2022 | 0-9                        |

## Plany przebudowy

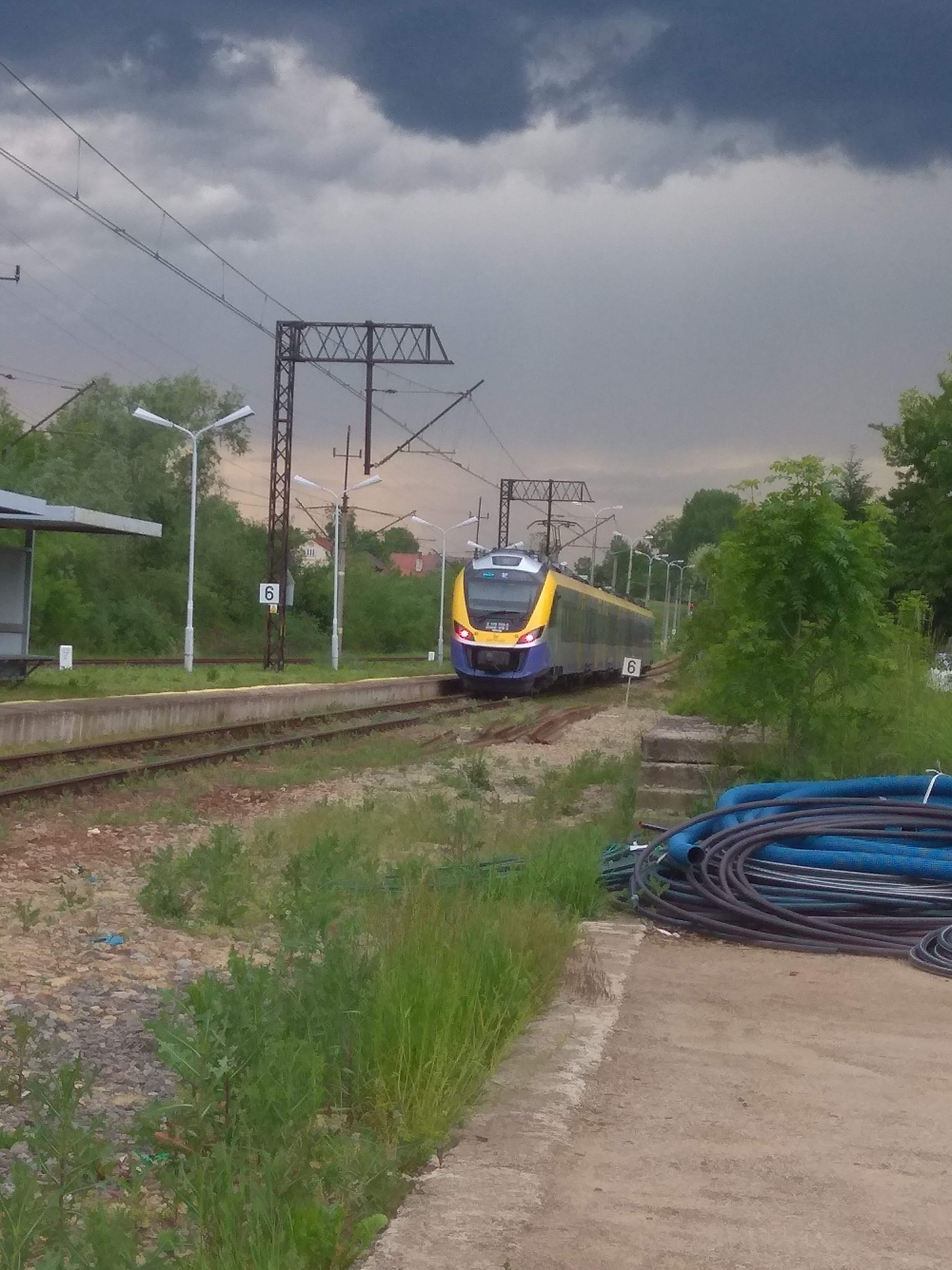
OsP „Hubal” rel. Jasło – Kraków Główny odjeżdża z Woli do Krakowa (czerwiec 2020 roku).

- W 1960 roku, w opracowaniu poświęconemu dziejom Łużnej, Jan Klimek wspomina o planach budowy zapory wodnej na rzece Białej w rejonie Wilczysk, w związku z czym konieczna byłaby zmiana przebiegu obecnych linii kolejowych nr 96 i 108. Nowa trasa miałaby odbić od istniejącej w rejonie stacji Wola Łużańska w kierunku północnym, by przez Łużną dotrzeć do Ciężkowic i tam połączyć się z linią tarnowską, omijając mające znaleźć się w pobliżu planowanego zbiornika Stróże i Bobową. Nie wiadomo, czy szlak z Woli do Stróż miałby zostać rozebrany, czy może wszedłby w skład nowego przebiegu "Kryniczanki". Owe perspektywiczne plany nigdy nie zostały zrealizowane, a wręcz zapomniane, toteż trudno jest dziś znaleźć szczegółowe informacje na ten temat[16].
- Zgodnie z Harmonogramem Zamknięć Torowych PKP PLK, w 2023 roku, urządzenia srk na stacji miały zostać przebudowane celem przystosowania ich do włączenia do planowanego LCS Stróże. Budowa samego Lokalnego Centrum Sterowania, z którego prowadzony miał być ruch na stacjach i mijankach: Kłokowa, Łowczówek Pleśna, Łowczów, Tuchów, Siedliska k/Tuchowa, Gromnik, Bogoniowice Ciężkowice, Zborowice, Bobowa, Wilczyska, Stróże, Grybów, a także Wola Łużańska, Gorlice Zagórzany, Gorlice oraz Biecz, przewidziana była w rozkładzie 2023/2024. Jednakże, obie te inwestycje, najpewniej z braku funduszy, z tegoż harmonogramu zostały wykreślone[17].
- W ramach programu „Kolej Plus” linia kolejowa 108 między Stróżami a granicą województwa miała ulec gruntownej modernizacji do roku 2028. W planach była także budowa łącznicy kolejowej, umożliwiającej przejazd pociągom od strony Woli Łużańskiej (np. ze Stróż, Nowego Sącza, Tarnowa czy Krakowa) do stacji Gorlice bez konieczności zmiany czoła pociągu w Gorlicach Zagórzanach. Dodatkowo, wyremontowana zostanie także istniejąca linia kolejowa nr 110 (Gorlice Zagórzany – Gorlice). W kwestii stacji w Woli Łużańskiej i przyległych szlaków zmieniłoby się wiele. Przebudowana miała bowiem zostać sama stacja, a także wszystkie 3 przystanki osobowe: Moszczenica Małopolska, Szalowa oraz Polna. Modernizacja odcinka Stróże - Wola Łużańska - Gorlice Zagórzany (wraz z obiektami inżynierskimi) planowana była na lata 2024 - 2025, jednakże w kwietniu 2023 inwestycję wykreślono z listy projektów podstawowych[18][17][19]. Projekt ma zostać zrealizowany w okrojonej formie: planowana jest budowa łącznicy kolejowej w Zagórzanach oraz modernizacja linii kolejowej do Gorlic (nr 110).

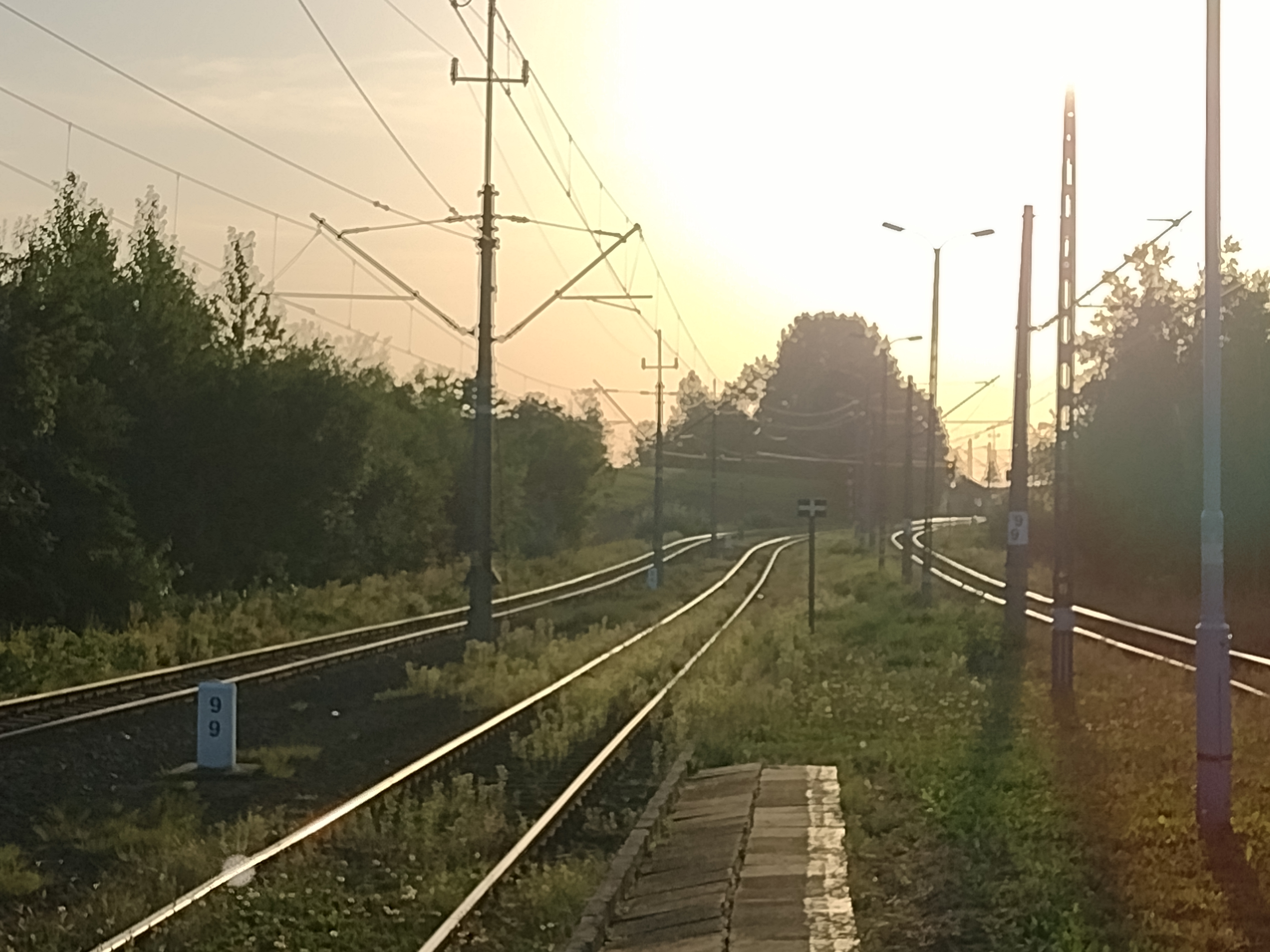
Widok z peronu w kierunku Stróż (sierpień 2022 roku).

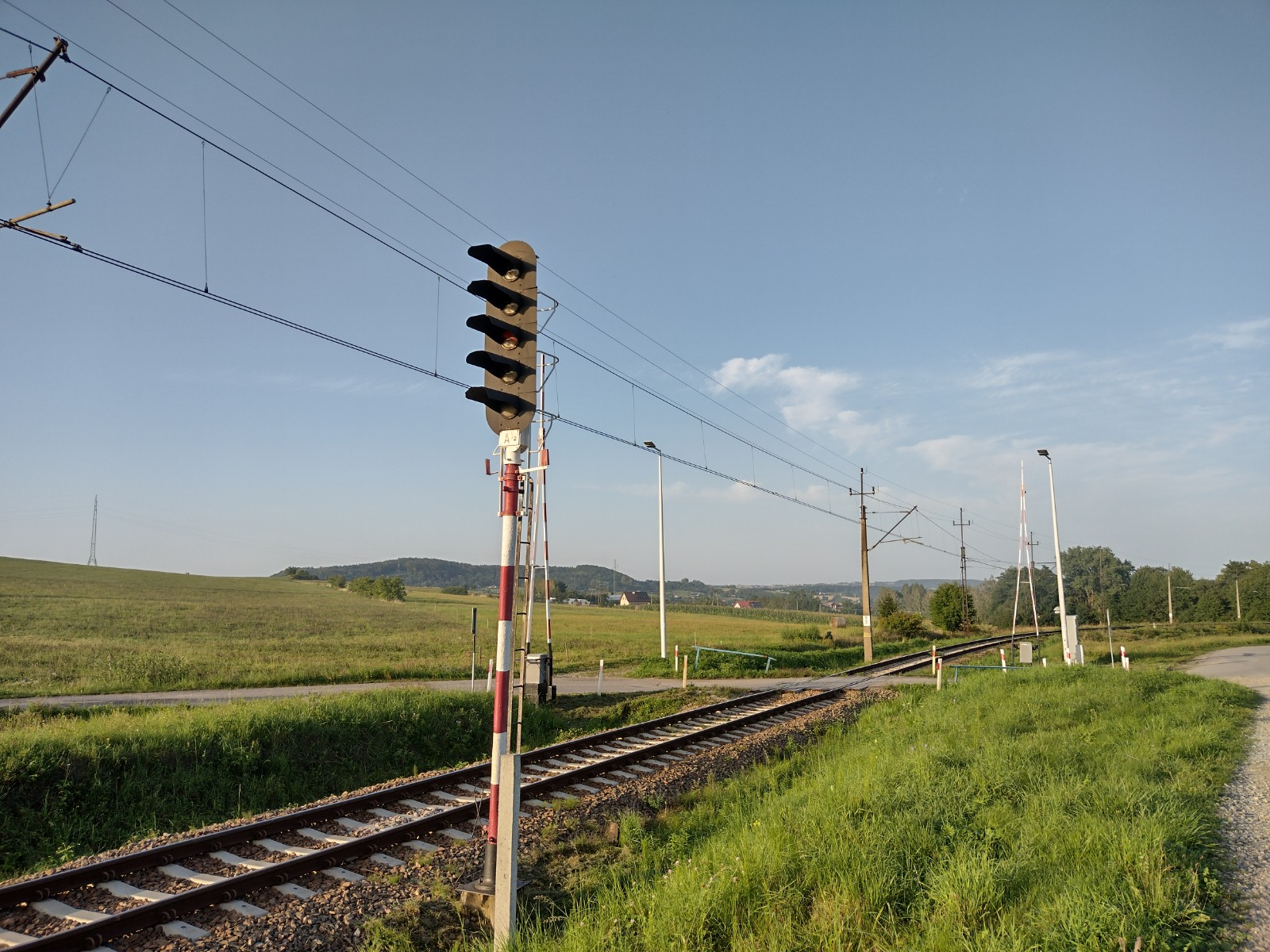
Semafor wjazdowy "A" od strony Stróż (sierpień 2022 roku).